# 全国障害者解放運動連絡会議
全国障害者解放運動連絡会議（ぜんこくしょうがいしゃかいほううんどうれんらくかいぎ）とは、障害者差別解消・障害者解放闘争を目的として組織された日本の障害者（身体障害者）団体及び障害者団体の連絡会である。 略称は全障連（ぜんしょうれん）。

## 概要
1970年代、関西「障害者」解放委員会、日本脳性マヒ者協会関西青い芝の会連合会などの障害者団体に所属するメンバーが中心となって盛んに行われた「養護学校義務化阻止闘争」（第八養護学校建設反対運動）が契機となり、1974年の準備大会を経て、1976年に大阪府で本団体が結成された。
結成大会では「1．全障連はすべての障害者差別を糾弾し、障害者の自立と解放のために戦う」という宣言が掲げられた。これは即ち、第一には障害者差別、第二に優性思想に反対するのを主眼としつつ、障害者個人の自立と解放のために活動することを表明した。ここでいう「解放」とは、「障害者への差別・偏見の常識を基盤とした健全者社会」から障害者を解放する」ことを意味すると、初代会長の横塚晃一が機関紙『全障連』創刊号の中で記している。
組織としては、各地域ブロックに分かれて活動を行う。その組織の連合体として、全国会議が形成されるという形をとっている。全障連の全国大会では全国各地の障害者団体のメンバーらが集まり、労働、福祉、教育、生活などの分科会に分かれて議論を行った。
全障連には、在宅障害者の保障を考える会（在障会）のメンバーも多く参加していた。在障会のメンバーが中心となり、全障連の中で、各地の介護人派遣制度の獲得と拡大、訪問介護員制度の充実、利用者が自ら推薦する人を登録する登録ヘルパー制度の提案・要求、「介護人派遣センター」の創設、介護ヘルパーの拡充や生活保護費の他人介護加算制度の創設やその拡充を目指して、全障連の中でも議論を重ねた。その結果、在障会のメンバーらが中心となり、1988年の全国公的介護保障要求者組合の結成に繋がった。
一方で労働分野の分科会では、重度障害者のメンバーは「障害者は、マルクス主義における労働から疎外された存在」であると定義したのに対して、軽度障害者のメンバーは、障害者の職業参加への参加には前向きで「職場の待遇改善を目指す」など、メンバー間の意見の対立も見られた。
青い芝の会は、結成当初の全障連の活動の中心を担っていたが、第三回大会で青い芝側が提起した綱領案が採択されなかったことを理由に青い芝の多くの会員が全障連から退会している。一方、大阪や奈良などの青い芝の会員は全障連に残留した。これは、離脱した側は障害者の権利を高く掲げる為には一切の妥協はせず徹底した理想主義を貫くべきとしたことに対して、残留した側は障害者の生活を安定させる為には行政とまずは交渉をして、公的介護保障の要求をしていくべきだという立場をとったからである。
2000年代以降は、障害者自立支援法への反対運動などを行っている。
結成当初から島田事件の被告人とされた赤堀政夫を支援し続けていた。また、部落解放同盟、総評といった日本社会党系の団体や三里塚芝山連合空港反対同盟とは共闘関係にあった。その一方で、障害児の養護学校への登校義務化を支持した全国障害者問題研究会（全障研，日本共産党・全日本教職員組合系）とは方針をめぐって対立した。
2010年代に入ると「階級性を喪失した体制内へと路線転換し、「政府との政策協議に展望を抱いて、介護の商品化が起こっている現状を批判しえぬ、全障連はその生命力を失った」として、赤砦社系を中心とした一部の者らは全障連から分離して、新組織『全国「障害者」解放運動共闘会議』（略称：全「障」共）を2013年12月に立ち上げた。議長は富山哲夫。機関紙は『全「障」共ニュース』。
2021年現在、全障連は、DPI日本会議に加盟している。
全障連に関係する主な人物として、初代会長の横塚晃一（全国青い芝の会）、初代事務局長は楠敏雄。他、村田実（全国青い芝の会）、永村実子（認定NPO法人 ゆめ風基金）、金井康治（「金井闘争」の当概者。）、岩楯恵美子（「岩楯闘争」の当概者。）、中川一二三（代表幹事）、八木下浩一（埼玉社会福祉研究会）、富山哲夫（宮城「障害者」解放委員会）がいる。
なお、東京都千代田区に本部を置く障害福祉事業者の業界団体の「一般社団法人 全国障害福祉事業者連盟」の略称も「全障連」であるが、この団体の全障連とは別団体である。

### 主な出版物
- 「障害者解放運動の現在―自立と共生の新たな世界」 全国障害者解放運動連絡会議 （編集）現代書館 1982年
- 「知っていますか?視覚障害者の暮らし一問一答」 楠敏雄 (監修)、全国障害者解放運動連絡会議関西ブロック (編集) 解放出版社 1997年
- 「知っていますか?障害者問題一問一答」 全国障害者解放運動連絡会議関西ブロック (編集) 解放出版社 1998年